# Kiot

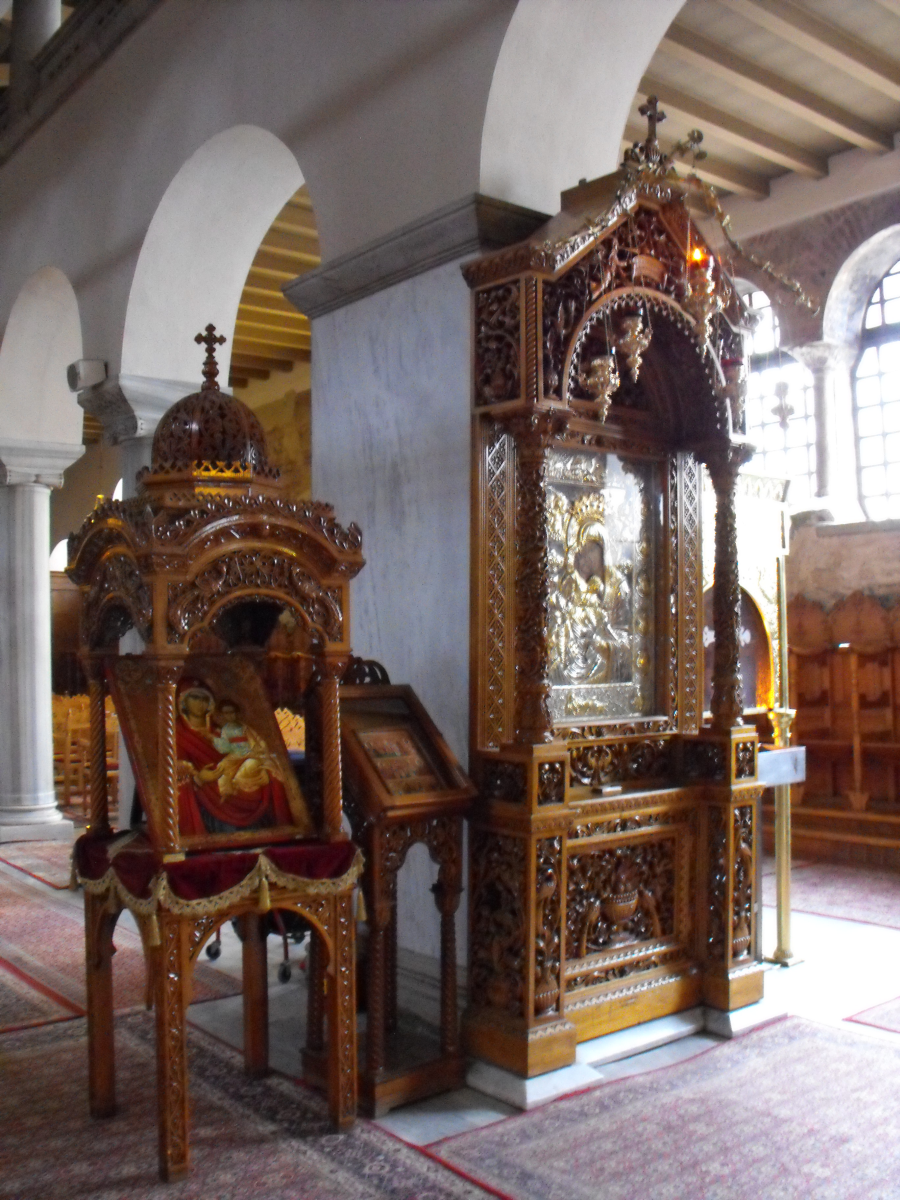
Différents types de kiots à Thessalonique en Grèce

Un kiot ou kivot (en langue russe : Киот) est un terme d'origine grecque (κῑβωτός) qui désigne un châssis, une armoire, un coffre ou coffret, un encadrement, qui entoure une icône pour la protéger et la décorer. Certains sont pourvus de rabats pour cacher l'icône qu'ils entourent si nécessaire. D'autres sont vitrés pour protéger, mais laisser voir. Il existe également de véritables armoires contenant plusieurs icônes dans des édifices religieux. 

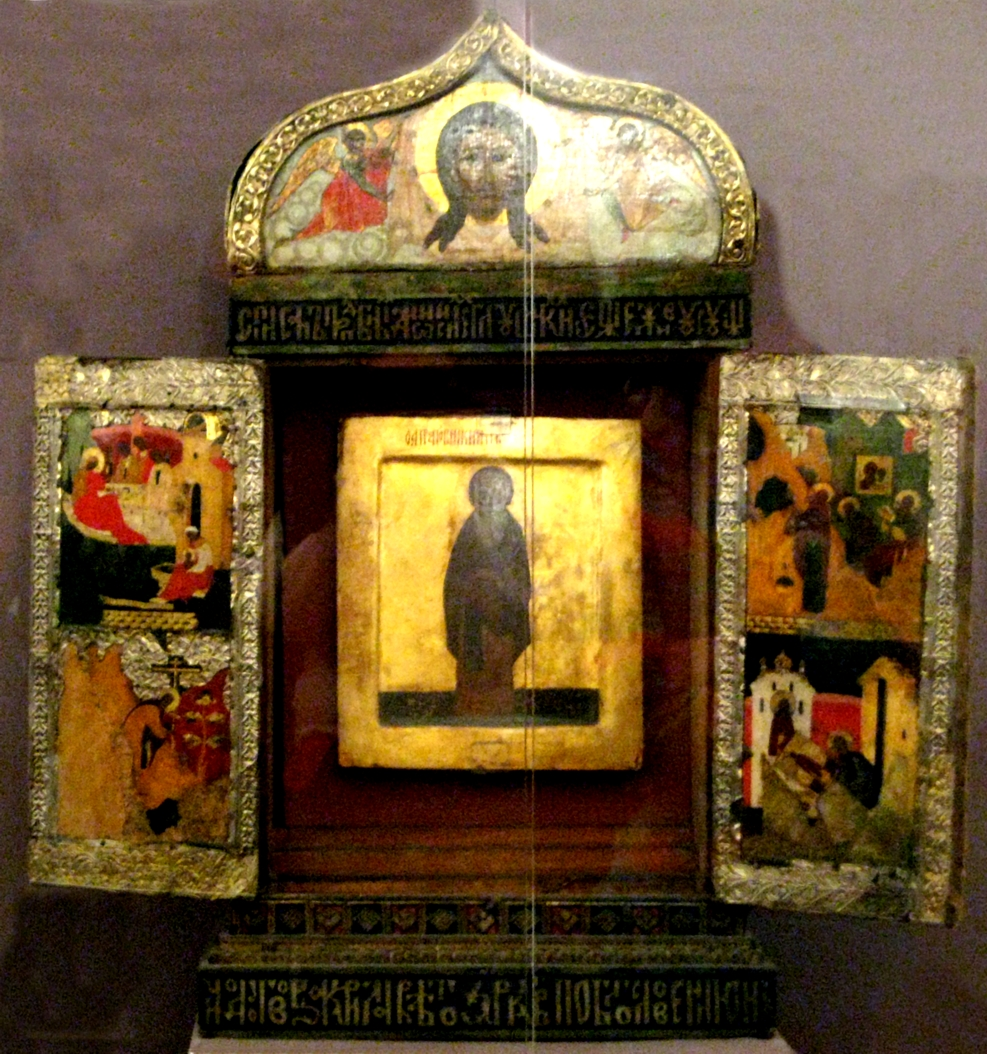
Kiot du Monastère de Kirillo-Belozersky